# Pertusaria amarescens
Pertusaria amarescens är en lavart som beskrevs av Nyl. Pertusaria amarescens ingår i släktet Pertusaria och familjen Pertusariaceae.   Inga underarter finns listade i Catalogue of Life.